# 미얀마계 파키스탄인
미얀마계 파키스탄인(버마어: မြန်မာနိုင်ငံတွင် ပါကစ္စတန်; 우르두어: پاکستانی برمی)은 파키스탄 신드주 카라치에 기반을 둔 공동체이다. 미얀마 라카인주가 원산지인 민족인 로힝야족 무슬림들이며, 미얀마 정부와 불교계 다수파의 무슬림 박해로 고국을 탈출했다. 다양한 파키스탄 정부 소식통과 라카인주 역사 학회에 따르면 파키스탄에는 약 20만 명의 로힝야족 난민이 거주하고 있다. 그들 모두는 방글라데시와 인도를 가로질러 위험한 여행을 했고 카라치에 정착했다. 인신매매에 관한 한 보고서는 미얀마인들이 카라치의 불법 이민자들 중 14%를 차지하고 있다고 말했다. 카라치로 대규모 로힝야족이 이주하면서 카라치는 미얀마 다음으로 세계에서 로힝야족의 가장 큰 인구 중심지 중 하나가 되었다. 최근 몇 년 동안, 일자리를 찾는 수십 명의 미얀마 여성들이 그 나라에 들어왔다. 다른 자료들은 이 여성들의 수가 수천 명이라고 인용하고 있다.

## 카라치의 로힝야족과 벵골인
지역 사회 지도자들과 사회 과학자들에 따르면, 카라치에는 160만 명 이상의 벵골인과 40만 명에 이르는 로힝야족이 살고 있다. 카라치 전역에서 볼 수 있는 수많은 버마인 거주 식민지가 있다. 전통적으로 로힝야족과 벵골인의 문화적 유사성은 카라치에 있는 버마족과 벵골인 공동체의 더 쉬운 소통과 상호작용을 가능하게 했다. 그들의 모국어인 로힝야어는 특히 치타공에서 온 방글라데시 원주민들과 사투리가 친숙하다. 파키스탄의 버마족들은 민족 간 교류의 결과로서 전통적으로 벵골인들도 포함된 지역에서만 발견된다는 특별한 평판을 가지고 있다. 더 엄격한 통제와 국경 통과의 어려움으로 버마족들은 이제 태국, 캄보디아, 방글라데시, 베트남, 말레이시아와 같은 미얀마와 가까운 나라들로 동쪽으로 이동하기 시작했다. 파키스탄의 로힝야족과 버마족의 수는 최근 몇 년간 감소하고 있다.

## 같이 보기
- 방글라데시계 파키스탄인